# Faust (groupe)
Pour les articles homonymes, voir Faust (homonymie).
Faust est un groupe de krautrock et rock expérimental allemand fondé en 1971 et toujours en activité. Très orienté vers la musique électronique, et avec plus d'une vingtaine d'albums à son actif, le groupe est considéré comme une des références du mouvement krautrock.

## Biographie

### Débuts (1971–1974)
Faust se forme en 1971 dans la petite ville de Wümme, en Allemagne de l'Ouest. Le groupe est à l'origine composé de Werner « Zappi » Diermaier (batterie), Hans Joachim Irmler (claviers), Arnulf Meifert (batterie), Jean-Hervé Péron (basse), Rudolf Sosna (guitare et claviers) et Gunter Wüsthoff (saxophone et claviers). Il signe un contrat avec la maison de disques Polydor et enregistre son premier album, simplement intitulé Faust. La particularité esthétique de ce disque est d'être transparent et livré dans une pochette en plastique transparente reproduisant la radiographie d'un poing droit levé. Le disque se vend peu mais reçoit une très bonne critique pour son style résolument novateur, permettant à Faust de devenir l'un des principaux ambassadeurs du krautrock au niveau international et de sortir rapidement un second album, Faust So Far.
Le groupe signe un contrat avec Virgin Records, qui commence une importante campagne publicitaire dans le but de l'introduire au Royaume-Uni et ainsi de vendre plus de disques. The Faust Tapes sort en 1973. Il s'agit en réalité d'une compilation d'enregistrements privés du groupe, à l'origine non destinés à la vente, mais dont la qualité va permettre à Faust de faire connaître internationalement la finesse de son travail. L'album s'écoule à 100 000 exemplaires, notamment grâce à son prix, voulu bon marché par Virgin Records. La même année sort Outside the Dream Syndicate, réalisé en collaboration avec Tony Conrad. En 1975, malgré la sortie l'année précédente de Faust IV, considéré comme un album-référence pour le krautrock, le groupe décide de se séparer, après le refus de Virgin Records de produire son cinquième album.

### Séparation et retour (depuis 1975)

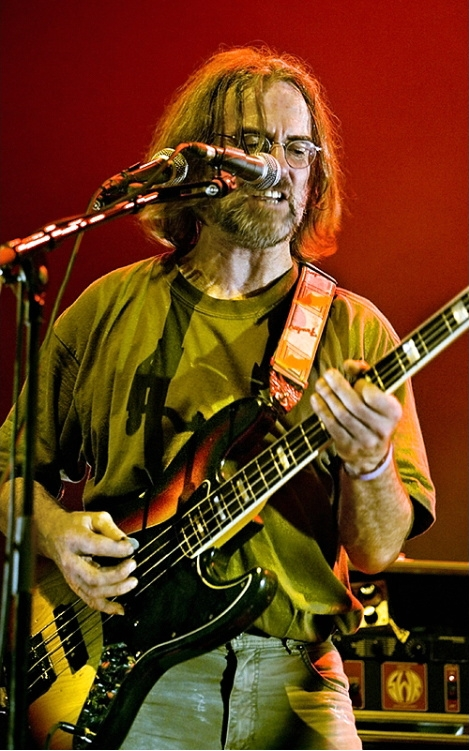
Jean-Hervé Péron.

Après cette séparation, le groupe ne donne pas plus de cinq concerts jusqu'en 1990, accompagnés par la sortie de compilations de morceaux inédits, de plus ou moins bonne qualité.
En 1990, Irmler, Diermaier et Péron décident de reformer Faust, juste pour quelques concerts par an. En 1994, le groupe se produit pour la première fois aux États-Unis, malgré le nouveau départ d'Irmler, remplacé pour l'occasion par Steven Wray Lobdell, et continue dès lors à se produire en Europe. La mort de Sosna, le 10 novembre 1996, est un véritable choc pour Diermaier, Irmler et Péron, qui décident alors une reformation définitive. Irmler repart très vite, mais le groupe rencontre Olivier Manchion et Amaury Cambuzat, et participe, en compagnie de ces derniers et de Chris Cutler, au festival des Transmusicales de Rennes. Le groupe enregistre, dans la foulée, l'album You Know FaUSt, se rapprochant de la musique bruitiste, tout en multipliant les collaborations, notamment avec l'artiste britannique Geraldine Swayne ainsi qu'avec James Johnston (leader du groupe Gallon Drunk) pour l'album Something Dirty (2011).
Depuis, le groupe continue de tourner en Europe, au gré des départs, des arrivées et des retours des musiciens, sortant de temps à autre un album, dont le dernier en date est Fresh Air, paru en 2017.

## Membres

### Membres actuels
- Werner « Zappi » Diermaier - batterie
- Jean-Hervé Péron - basse, guitare, trompette, chant
- Amaury Cambuzat - Electric Guitar, Organ

### Anciens membres
- Hans Joachim Irmler - claviers
- Rudolf Sosna - guitare, claviers
- Gunther Wüsthoff - saxophone, claviers
- Arnulf Meifert - batterie

## Discographie

### Albums studio
- 1971 : Faust – LP (Polydor)
- 1972 : So Far – LP (Polydor)
- 1973 : Outside the Dream Syndicate – LP (Caroline) Tony Conrad avec Faust
- 1973 : The Faust Tapes – LP (Virgin)
- 1973 : Faust IV – LP (Virgin)
- 1986 : Return of a Legend: Munic and Elsewhere – LP (Recommended)
- 1989 : The Last LP – LP/CD (Recommended)
- 1994 : Rien – LP/CD (Table of the Elements)
- 1997 : You know faUSt – LP/CD (Klangbad)
- 1997 : Faust Wakes Nosferatu – LP/CD (Klangbad)
- 1999 : Ravvivando – LP+10″/CD (Klangbad)
- 2002 : Patchwork 1971-2002 – LP/CD (Klangbad)
- 2004 : Derbe Respekt, Alder – LP/CD (Klangbad) Faust vs Dälek
- 2005 : Impressions – DVD (+CD) (Zick Zack Records)
- 2005 : Collectif Met(z) – 3CD/Box (Art-Errorist)
- 2007 : Trial und Error – DVD (Fuenfundvierzig)
- 2007 : Direct Injection – CD/DVD/coffret/LP (Lumberton Trading)
- 2007 : Disconnected  – LP/CD  (Art-Errorist)
- 2009 : C'est com...com...compliqué – LP/CD  (Bureau B)
- 2010 : faust is last - LP/CD (Klangbad)
- 2011 : Something Dirty - (Bureau B)
- 2014 : jUSt  - (Bureau B)
- 2017 : Fresh Air
- 2022 : Daumenbruch – LP/CD (Erototox Decodings)

### Singles
- 1972 : So Far / It's a Bit of a Pain – 7″ (Polydor)
- 1979 : Faust Party Extracts 1/6 – 7″ (Recommended) Aufnahmen 1971–1972
- 1979 : Faust Party Extracts 2/4 – 7″ (Recommended) Aufnahmen 1971–1972
- 1990 : Chemical Imbalance – CD-Single
- 1996 : Überschall 1996 – CD-Single
- 1997 : Trafics – 10″ (Die Stadt) Split-Release mit La Kuizine
- 2000 : Wir Brauchen Dich – CD-Single (Klangbad) Remixes
- 2010 : His Highness Hoo Hoo Hoo / Welcome To The Haunted Handbag / Kopfhörerübersprechen – 7″ (CloudsHillRecordings)
- 2011 : Tell The Bitch To Go Home (2 Mixe) / Lost Your Signal (Remix) – 12″ (CloudsHillRecordings)

### Compilations et live
- 1990 : The Faust Concerts 1 – CD (Table of the Elements) live in Hamburg
- 1992 : The Faust Concerts 2 – CD (Table of the Elements) live in London
- 1995 : Outside the Dream Syndicate Alive – CD (Table of the Elements) Tony Conrad with Faust
- 1996 : Untitled – CD (Klangbad)
- 1996 : BBC Sessions – LP (Recommended) 2000 auf CD
- 1996 : 71 Minutes – 2xLP (Recommended) Compilation mit Material von „Munic and Elsewhere“+„The Last LP“+„Faust Party Three“
- 1997 : Live in Edinburgh – CD (Klangbad)
- 2000 : The Wümme Years – 5xCD (Recommended Records) Box enthält „Faust“/„So Far“/„The Faust Tapes“/„71 Minutes“/„BBC Sessions+“
- 2000 : The Land of Ukko and Rauni – 2xCD (Ektra) Live Helsinki, Finnland 2000
- 2001 : Freispiel – LP/CD (Klangbad) Remixes
- 2005 : Metz Box – 3xCD + 1xDVD (Art-Errorist) = „Collectif Met(z)“ + DVD
- 2006 : Silver Monk Time – 2xCD (Faust mit Monks-Sänger Gary Burger)
- 2007 : Faust in Autumn – 3xCD+DVD/Box (Dirter Promotion) live in Newcastle +
- 2007 : Od Serca Do Duszy – 2xCD (AudioTong/Lumberton Trading Company)
- 2008 : Schiphorst 2008 – 2xCD (official private release)
- 2008 : Kleine Welt - CD (Klangbad) live 2006
- 2010 : Live at WFMU Fest 2009 - Download
- 2021 : 1971-1974
- 2022 : This Is the Right Path - 2xLP+CD/CD (Old Heaven Books - avec  Keiji Haino)

### DVD
- 2005 : Faust / Zappi Diermaier: Impressions (Klangbad)
- 2007 : Faust: Trial and Error 2005 (Ankst Records)
- 2007 : Faust: Nobody Knows If It Ever Happened (Ankst Records – live at the Garage, London, 1996)
- 2010 : Klangbad: Avant-garde in the Meadows/Faust: Live at Klangbad Festival (Play Loud! Productions)
- 2013 : Faust: Where Roads Cross (double DVD incluant un live inédit à Lyon en 2006 et le documentaire Ist FAUST Schön?, tous deux réalisés par Julien Perrin. À noter que les deux projets se concentrent sur la formation de Jean-Hervé Péron et Werner Dieramaier, accompagnés d'Amaury Cambuzat) (6emedroite)